# 索羅提區
索羅提區是非洲中部國家烏干達的111個區之一，由東部區負責管轄，首府是索羅提，距離姆巴萊約116公里，主要的經濟產業是農業，2010年人口估計為241,200。

## 外部連結
- Soroti District Portal
- About Soroti District （页面存档备份，存于）

01°36′N 33°39′E / 1.600°N 33.650°E